# 高科技籃球俱樂部
高科技籃球俱樂部（英語：Hi-Tech Basketball Club）是一支來自泰國曼谷的籃球俱樂部，現參加籃球泰國聯賽（BTL），2012年至2022年期間參加泰國籃球聯賽（TBL），2010年至2016年曾參加東南亞職業籃球聯賽。

## 歷史
高科技成立於1994年，2012年6月獲得來自春武里府的支持，以「春武里高科技」為名參加新成立的泰國籃球聯賽（TBL）創始賽季。2013年9月，春武里高科技奪下TBL總冠軍。高科技由於泰國籃球協會不再認可TBL，因此不參加2023年TBL賽季。高科技因拿下籃球泰國聯賽（BTL）創始賽季總冠軍而取得2024年亞洲籃球冠軍聯賽資格賽門票。2024年8月，高科技奪下隊史第二座BTL總冠軍，獲取2025年亞洲籃球冠軍聯賽東亞區資格賽的參賽資格。

### 東南亞職業籃球聯賽
2010年高科技以「Chang泰國灌籃者」為名參加東南亞職業籃球聯賽（ABL），於2011年2月奪下ABL總冠軍。2011年12月，Chang決定2012年ABL賽季繼續贊助泰國灌籃者。2013年4月，泰國灌籃者獲得Sports Rev冠名贊助，更名為「Sports Rev泰國灌籃者」。2014年5月，2014年ABL賽季迎來以春武里高科技為班底組軍的新球隊「曼谷高科技」。2014年11月，曼谷高科技奪下隊史第二座ABL總冠軍。

## 外部連結
- 高科技籃球俱樂部的Facebook專頁
- 高科技籃球俱樂部的Instagram帳戶
- Jay Taft. . Rockford Register Star. 2020-03-14  [2025-04-01]. （原始内容存档于2025-04-01）.